# Canton de La Haye-Pesnel
Le canton de La Haye-Pesnel est une ancienne division administrative française, située dans le département de la Manche et la région Basse-Normandie.

## Histoire
De 1833 à 1840, les cantons de Granville et de La Haye-Pesnel avaient le même conseiller général. Le nombre de conseillers généraux était limité à trente par département.
De 1840 à 1848, les cantons de La Haye-Pesnel et de Villedieu avaient le même conseiller général.

## Représentation

### Conseillers généraux de 1833 à 2015
| Période      | Période      | Identité                            | Étiquette    | Qualité |
| ------------ | ------------ | ----------------------------------- | ------------ | --- |
| 1833         | 1839         | François Boisnard-Grandmaison       |              | Négociant, président du tribunal de commerce de Granville                                                             |
| 1839         | 1840         | Ernest Le Mengnonnet                |              | Armateur à Granville                                                                                                  |
| 1840         | 1848         | Vicomte Pierre de Bonnemains        |              | Général de brigade, inspecteur général de la cavalerie, député (1837-1845), Pair de France                            |
| 1848         | 1849         | Théodore Abraham-Dubois             |              | Procureur de la République                                                                                            |
| 1849         | 1870         | Ernest Lemoine des Mares            |              | Juge d'instruction, président du tribunal civil d'Avranches, ancien conseiller d'arrondissement du canton d'Avranches |
| 1871         | 1883         | Henri de Carbonnel, comte de Canisy | Bonapartiste | Militaire |
| 1883         | 1919         | Ludovic Fontaine                    | Républicain  | Notaire, maire de La Haye-Pesnel                                                                                      |
| 1919         | 1925         | Albert Chevalier                    | Rad.         | Avocat, conseiller d'arrondissement, conseiller municipal de La Haye-Pesnel                                           |
| 1925         | 1940         | Ernest Corbin                       | URD          | Pharmacien, maire de La Haye-Pesnel, nommé conseiller départemental en 1943                                           |
|              |              |                                     |              | |
| 1945         | 1956 (décès) | Ernest Corbin                       | DVD          | Pharmacien, maire de La Haye-Pesnel                                                                                   |
| 18 mars 1956 | 1986 (décès) | Pierre Corbin (fils du précédent)   | DVD          | Pharmacien |
| 1986         | 2008         | François Labarrière                 | RPR puis UMP | Médecin, maire de La Haye-Pesnel                                                                                      |
| 2008         | 2015         | Gérard Dieudonné                    | PS           | Enseignant, maire de La Lucerne-d'Outremer                                                                            |

Le canton participe à l'élection du député de la deuxième circonscription de la Manche, avant et après le redécoupage des circonscriptions pour 2012.

### Conseillers d'arrondissement (de 1833 à 1940)
| Période                                  | Période | Identité                                 | Étiquette | Qualité |
| ---------------------------------------- | ------- | ---------------------------------------- | --------- | --- |
| 1833                                     | 1848    | Louis Philippe Auguste Maillard La Cavée |           | Juge de paix à La Haye-Pesnel                                                                               |
|                                          |         |                                          |           | |
| 1871                                     |         | Jules-Louis Desfeux                      |           | Maire de La Lucerne                                                                                         |
|                                          |         |                                          |           | |
|                                          | 1919    | Albert Chevalier                         | Radical   | Avocat à La Haye-Pesnel                                                                                     |
| 1919                                     |         | Armand Lebourgeois                       |           | Agriculteur à Champcervon                                                                                   |
|                                          |         |                                          |           | |
| 1928                                     | 1940    | Eugène-Edmond Roquet                     | Droite    | Médecin à La Haye-Pesnel                                                                                    |
| 1940                                     |         |                                          |           | Les conseils d'arrondissement ont été suspendus par la loi du 12 octobre 1940 et n'ont jamais été réactivés |
| Les données manquantes sont à compléter. |         |                                          |           | |

## Composition

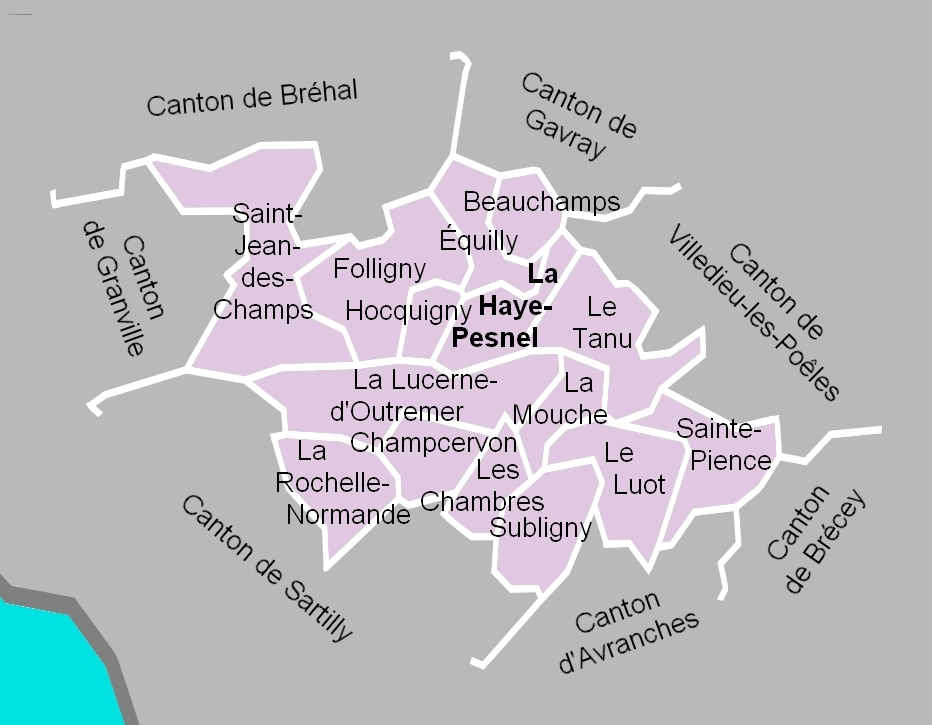
La carte des communes du canton. Les cantons limitrophes étaient ceux de Granville, de Bréhal, de Gavray, de Villedieu-les-Poêles, de Brécey, d'Avranches et de Sartilly.

Le canton de La Haye-Pesnel comptait 7 496 habitants en 2012 (population municipale) et regroupait quinze communes :
- Beauchamps ;
- Les Chambres ;
- Champcervon ;
- Équilly ;
- Folligny ;
- La Haye-Pesnel ;
- Hocquigny ;
- La Lucerne-d'Outremer ;
- Le Luot ;
- La Mouche ;
- La Rochelle-Normande ;
- Saint-Jean-des-Champs ;
- Sainte-Pience ;
- Subligny ;
- Le Tanu.

À la suite du redécoupage des cantons pour 2015, toutes les communes à l'exception du Tanu sont rattachées au canton de Bréhal. La commune du Tanu est intégrée au canton de Villedieu-les-Poêles.

### Anciennes communes
Le canton comprenait également cinq communes associées :
- La Beslière et Le Mesnil-Drey, associées à Folligny depuis le 1er janvier 1973.
- Saint-Léger et Saint-Ursin, associées à Saint-Jean-des-Champs depuis le 1er janvier 1973.
- Noirpalu, associée au Tanu depuis le 1er janvier 1973.

La commune du Grippon, absorbée en 1826 par Les Chambres, est la seule commune définitivement supprimée, depuis la création des communes sous la Révolution, incluse dans le canton de La Haye-Pesnel.

## Démographie
| 1962  | 1968  | 1975  | 1982  | 1990  | 1999  | 2006  | 2011  | 2012  |
| ----- | ----- | ----- | ----- | ----- | ----- | ----- | ----- | ----- |
| 6 775 | 6 383 | 5 894 | 5 763 | 5 807 | 6 219 | 6 857 | 7 419 | 7 496 |